# SMS Novara (1912)
SMS Novara byl lehký křižník rakousko-uherského námořnictva třídy Novara. Křižník se účastnil bojů první světové války. Měl sesterské lodě SMS Helgoland a SMS Saida.
Kapitánem Novary byl dlouhou dobu pozdější maďarský regent Miklós Horthy. Křižník se 14–15. května 1917 podílel na bitvě v Otrantské úžině. V ní byla napadena protiponorková bariéra Otrantského průlivu a potopeno 14 britských a italských trawlerů. Novara byla při ústupu poškozena ve střetnutí se silnější italsko-anglickou eskadrou a musela být z místa boje odvlečena křižníkem Saida. Miklós Horthy byl v bitvě vážně raněn.
Křižník byl také přítomen vzpouře v boce Kotorské, přičemž však zůstal pod kontrolou svého velitele. Po skončení války loď připadla Francii, která ji pod jménem Thionville zařadila do francouzského námořnictva. Loď byla sešrotována v roce 1941.